# Полтавская славянская семинария
Полтавская славянская семинария (сокращённо ПСС) — духовная семинария Русской православной церкви, существовавшая в 1780—1798 годы.

## История
Основана 1776 по инициативе архиепископа Славянского и Херсонского Евгения (Булгариса) при Полтавском Крестовоздвиженском монастыре как школа певчих. По поручению архиепископа Феоктист (Мочульский) отобрал для школы 10 мальчиков, умевших читать и писать. В школе они изучали латинский и ещё один из европейских языков, катехизис, арифметику, географию, историю. Первым учителем и смотрителем был студент, вероятно, Киевской духовной академии, Василий Быстрицкий. Учили в школе также канцелярист Григорий Богуновский и бывший учитель Новгородской епархии Пётр Станиславский.
Первым куратором был почётный гражданин Полтавы, бунчуковый товарищ П. Ф. Паскевич. Вскоре на базе школы певчих было решено создать славянскую семинарию. Одним из непосредственных помощников Евгения (Булгариса) в деле её открытия стал полтавский протопоп Иоаким Яновский, который подал архиепископу соответствующее «донесение» и, вероятно, по его поручению разработал «Мнение» о структуре учебного заведения и содержание обучения.
В учебное заведение бывший гетман Войска Запорожского, граф Кирилл Разумовский в 1788 году подарил дом у Спасской церкви.
Указом 27 ноября (8 декабря) 1778 года школа певчих была реорганизована в духовное училище, а в 1780 году официально (фактически раньше) на его базе открыто Полтавская славянская семинария.
В неё принимали мальчиков 6-14 лет, независимо от их общественного положения, причём на собранные пожертвования сначала приняли на содержание 7 сирот. На должность инспектора-смотрителя и первого ректора семинарии Евгений (Булгарис) пригласил своего земляка Никифора (Феотоки).
Курс обучения был рассчитан на 10 лет. Первыми были открыты классы: латинской риторики, греческого, французского, немецкого языков, математики и рисования. Первыми учителями этих предметов были: греческого языка — ключарь собора и настоятель Преображенской церкви г. Полтава Иоанн Светайло, французского — Петер-Антон, немецкого и математики — вызванный из Лейпцига проф. Шалль, рисование — отставной поручик фон Роткирх.
В 1783 году открыт философский класс, где преподавал Гавриил Банулеско-Бодони), с 1798 года — ректор семинарии.
С конца 1786 года, после переименования епархии, Полтавская славянская семинария официально стала называться Екатеринославской, но по-прежнему оставалась в Полтаве. В 1798 году семинарию перевели в Новомиргород Херсонской губернии, а 1803 году — в Екатеринослав.
Квалифицированные ректоры и преподаватели, их богатые частные библиотеки, передовая методика обучения позволяли семинаристам приобрести глубокие и разносторонние знания. Кроме жителей Полтавщины, в Полтавской Славянской Семинарии учились выходцы из других малороссийских земель, а также русские и дети греческих эмигрантов.

## Известные ученики
- поэт, писатель, государственный деятель Иван Котляревский
- писатель и поэт Василий Гоголь-Яновский (отец Н. В. Гоголя),
- поэт Николай Гнедич,
- греческий учёный и педагог Афанасий (Псалидас)
- переводчик, государственный деятель Иван Мартынов,
- профессор Санкт-Петербургской медико-хирургической академии Семён Гаевский.